# Токарев, Борис Сергеевич
Бори́с Серге́евич То́карев (16 мая 1927, Невинномысск, Ставропольский край — 17 декабря 2002, Москва) — советский спортсмен-легкоатлет, воспитанник клуба ЦДСА. Заслуженный мастер спорта СССР (1957).

## Карьера
Участник Великой Отечественной войны. Служил на Краснознамённом Черноморском флоте. 
Чемпион СССР (1957, 1958, 1960, 1961 годы). Серебряный призёр Олимпийских игр 1952 года в Хельсинки и 1956 года в Мельбурне, бронзовый призёр Чемпионата Европы 1954 и 1958 года в эстафете 4×100 метров. Чемпион Спартакиады дружественных армий 1958 в беге на 100 метров.
1964-1973 годах - старший тренер — начальник команды (по легкой атлетике) ЦСКА. Капитан 3-го ранга, награждён медалями Вооруженных сил СССР.
Умер 17 декабря 2002 года в Москве.

## Участие в Олимпийских играх
Борис Токарев выступал на первой Олимпиаде, в которой приняла участие команда Советского Союза. В команде с Львом Каляевым, Леваном Санадзе и Владимиром Сухаревым он занял второе место в эстафете 4×100 метров, а через четыре года в Мельбурне повторил это достижение в команде с Владимиром Сухаревым (партнёром по Олимпиаде в Хельсинки), Леонидом Бартеневым и Юрием Коноваловым.
Личный рекорд на 100 м — 10,3 сек (1956), на 200 м — 20,9 (1955).

## Награды
- Медаль «За трудовую доблесть» (27.04.1957) — «за успехи, достигнутые в деле развития массового физкультурного движения в стране, повышения мастерства советских спортсменов, и успешное выступление на международных соревнованиях»